# Cienfuegosia lanceolata
Cienfuegosia lanceolata är en malvaväxtart som först beskrevs av A. St.-hil., och fick sitt nu gällande namn av Antonio Krapovickas. Cienfuegosia lanceolata ingår i släktet Cienfuegosia och familjen malvaväxter. Inga underarter finns listade i Catalogue of Life.